# صموئيل ويلسون بار
صموئيل ويلسون بار (بالإنجليزية: Samuel Wilson Parr)‏ هو كيميائي أمريكي، ولد في 1857، وتوفي في 16 مايو 1931.